# 五马图

《五马图》图画部分

《五马图》是北宋著名画家李公麟的画作，描绘五组一人一马的图像，兼具极高的写实性和表现性。画作流传有序，清亡后流入日本，第二次世界大战后一度被认为已毁，直到2019年才在东京国立博物馆展览中重新面世。此画是目前仅存的两幅李公麟真迹之一，也是现存罕见的有宋朝四大书法家之一题跋的画作。

## 图像
画面由五组图像构成，每组为一人一马：
- 第一匹马全身以浅色为主，膝以下暗色，胸、臀部有花斑。前有异族人牵马。画后题款称：马名“凤头骢”，高五尺四寸，于阗国进贡。
- 第二匹马全身淡黄褐色，历面，四肢关节有条纹，肩部有大块花斑。前有异族人牵马。画后题款称：马名“锦膊骢”，高四尺六寸，董毡进贡。
- 第三匹马周身赤红。前有头戴汉服帽子的异族人，袒肩光脚，手持毛刷，似刚洗完马状。画后题款称：马名“好头赤”，高四尺六寸。
- 第四匹马全身雪白。前有汉人牵马。画旁题款称：马名“照夜白”，温溪心进贡。
- 第五匹马全身以浅色为主，历面，肩、背、胸、腹、臀、腿均有暗淡花纹，除络头外还戴衔、镳。前有汉人手持马鞭，作驯马状。无题款。

画卷拖尾有黄庭坚跋、曾紆跋，曾跋提及李公麟“画杀满川花”故事。引首及第二匹马旁有乾隆帝题诗，第五匹马旁有乾隆帝题文。

### 真伪
《五马图》被判定为李公麟真迹，但并非全卷皆真。确定为真迹的是前四组人马图及黄跋、曾跋。第五匹马的轮廓线画法和纸质与前四匹差别较大，被判为元代人作品，第二匹马的背部可能也经过同一人的补笔。马匹旁的题款是否为黄庭坚亲笔尚有争议，好头赤之题款则属伪题。

## 历史

### 创作

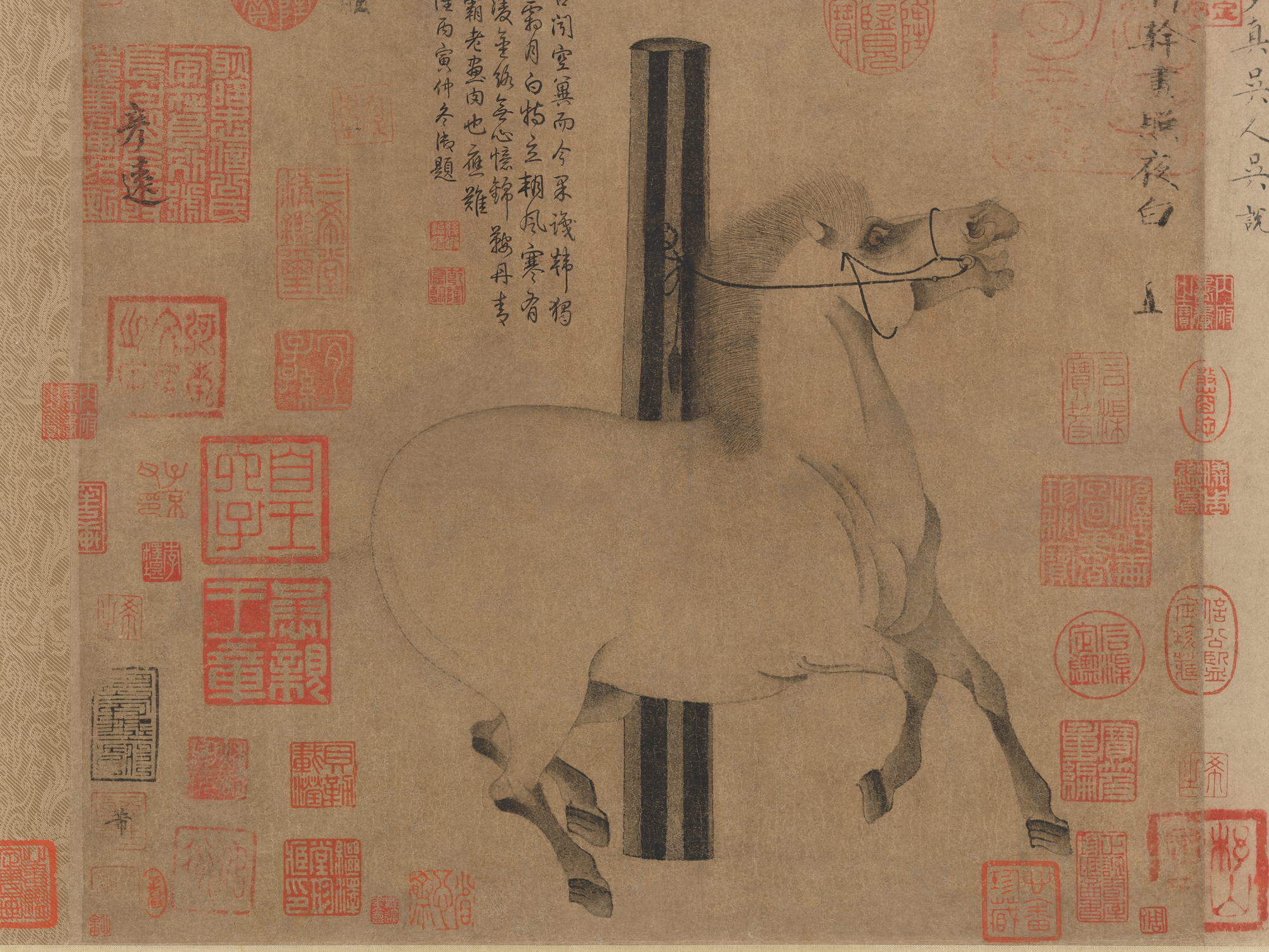
韓幹绘《照夜白图》

《五马图》的作者李公麟有“宋画中第一”之誉，是中国画卷轴白描画的开创者。他早年喜画鞍马，观摩韓幹作品，并细心观察真马。据说他到骐骥院观察名马“满川花”，下笔后马竟死去，人们认为是马的灵魂被他的画笔摄去，以至于养马者求他不要再画。
《五马图》是对韩幹作品的吸收和转化，画中人物服饰亦具有唐朝特色，画中马匹来源于韩幹画作。李公麟用高度写实手法来描绘前代马匹，将对历史的想象和对现实的描述加以融合。

### 改装
《五马图》的早期样貌尚未可知，可能卷中只有三或四匹马，也可能只有数张独立的马图而未成卷。后续藏家将图画进行排列，使之呈现为一列人马缓步前行状，又添加与进贡有关的签题。至迟到南宋时期，《五马图》卷已经基本成形。据宋末元初周密《云烟过眼录》记载，五匹马的顺序是凤头骢、锦膊骢、好头赤、满川花、照夜白。据推测，元朝时期有人割去了原作的第四匹马满川花（及好头赤题款），再将伪作满川花补在最后，并伪造好头赤题款，乃形成画作今天的样貌。

### 流传
《五马图》南宋时藏于内府，元、明间经王子庆、柯九思、项元汴等人相继收藏，清康熙时为宋荦所藏，乾隆年间进入宫中。
清帝逊位后，溥仪以赏赐的方式将大量书画偷运出宫。1928年，日本东京举办“唐宋元明名画展览会”，《五马图》由溥仪老师陈宝琛的外甥刘骧业带去展览。1930年，刘骧业将《五马图》出售给日本政商要人末延道成。1933年，文部省指定《五马图》为重要美术品。
第二次世界大战后，《五马图》下落不明，据传毁于战火。人们只能通过珂罗版图版了解《五马图》，乃误以为此画为白描。直到2019年，东京国立博物馆在“颜真卿：超越王羲之的名筆”展览中展出了由匿名藏家在两三年前捐赠的《五马图》，引发轰动。

## 成就
东京大学东洋文化研究所教授板仓圣哲认为，北宋绘画有两个重要方向，一是准确写实地再现鞍马和人物的形象，二是追求笔墨的表现效果，而《五马图》是现存画作中唯一能体现北宋绘画融高再现性与高表现性为一体的作品。